# Alter ego
Alter ego (latinsko, »drugi jaz«) je druga oseba ali identiteta znotraj osebe. Izraz so si izmislili psihologi v prvi polovici 19. stoletja, ko so prvič opisali disociativne motnje identitete.
Oseba z alter egom naj bi živela dvojno življenje, pri čemer pri pojavu disociativne motnje identitete ne ve za obstoj svojega alter ega.

## Alter ego v popularni kulturi
V popularni kulturi pojav alter ega opisuje knjiga Doktor Jekyll in gospod Hyde, v kateri dve osebi predstavljata koncept dobrega in slabega v istem telesu. V tem primeru zla osebnost, gospod Hyde dominira nad dobro polovico. "Jekyll in Hyde" izraz je tako postal sinonim za razcepljeno osebnost. Prav tako pa se tematika pogosto pojavlja med superheroji kot je Superman in njegov alter ego Clark Kent, ter Bruce Wayne in njegov alter ego Batman. Ostali znani primeri so alter ego Gollum v Gospodarju Prstanov, Tyler Durdenov alter ego v filmu Fight Club, alter ego Nine Sayers v filmu Črni labod.